# 玉川信明
玉川 信明（たまがわ のぶあき／しんめい、1930年6月29日 - 2005年7月6日）は、日本の評論家。玉川しんめいの表記も用いた。

## 来歴
富山県富山市旅籠町に生まれる。神通中学校に入学し、学制変更で富山県立富山中部高等学校となり、卒業。
在学中、日本青年共産同盟（青共）に加入。富山市の臨時職員ののち、群馬県の工場で勤務。のち、法政大学第二経済学部に進学し、黒田寛一らを知るが、退学して帰郷する。
文通により竹内好に師事し、29歳で上京して、東京都立大学の中国文学科の特別聴講生として二年半をすごす。雑誌社に二年半勤務したのちに、結婚・退社してふたたび帰郷する。
33歳、34歳のころ、辻潤に熱中してアナーキズムに傾倒し、40歳をすぎてから著作活動をはじめる。多くの在野、無頼の人びとの伝記、中国論を執筆した。コミューンに傾倒して、山岸会に入会したこともある。
50歳で山岸会を去り、上京し、リクルート社の「住宅情報」の住宅取材記者となるが、職にあわず1年半で退職。日本ジャーナリスト専門学校専任講師（丸山邦男の紹介による）や明治大学非常勤講師を務めた。
日本ジャーナリスト専門学校の70歳の定年まぎわにラジニーシを知り、それ以降の晩年は傾倒する。ラジニーシに出会い、親鸞に別れを告げた。
革マル派元議長黒田寛一の「心友」とされ、革マルの立場からいわゆる中核派との「内ゲバ」はすべて公安警察による犯罪だと書いた著書『内ゲバにみる警備公安警察の犯罪 ドキュメント資料 上下』もある。
1985年に竹中労、玉城素、加々美光行らと「風の会－講座にっぽん百年」を組織したが、1991年、竹中の死去とともに解散となった。なお、竹中は玉川を「畏友」と呼んでおり、玉川の富山の実家を訪れるなどの交流があった。
2005年7月6日、逝去。この年5月、母を108歳で看取ると、以後は食事を断ち、衰弱死した。享年75。

## 著書
- 評伝辻潤 三一書房 1971
- 風俗越中売薬 角風船・柳行李と共に 巧玄出版 1973
- 中国アナキズムの影 三一書房 1974 (三一新書)
- 日本ルネッサンスの群像 大正期ロマンチストの系譜 玉川しんめい 白川書院 1977.11
- 反魂丹の文化史 越中富山の薬売り 玉川しんめい 晶文社 1979.12
- 真人山岸巳代蔵 玉川しんめい 流通出版、1979
- 中国の黒い旗 晶文社 1981.7
- ダダイスト辻潤 論創社 1984.11
- 越中ばんどり騒動 明治維新と地方の民衆 日本経済評論社 1985.3
- 戦後女性犯罪史 玉川しんめい 東京法経学院出版 1985.6 (犯罪ドキュメントシリーズ)
- 似顔絵漂流記 アウトドア・ライフの大衆芸人 玉川しんめい パンリサーチインスティテュート 1985.12
- アナキズム ウノカマキリ画、現代書館 1986.9 (For beginners シリーズ)
- 田村栄太郎 反骨の民間史学者 リブロポート 1987.8 (シリーズ民間日本学者)
- ニッポン商い大宝鑑 編 日本経済評論社 1987.12
- 日本番外地の群像 リバータリアンと解放幻想 社会評論社 1989.11 (思想の海へ「解放と変革」)
- 実録戦後国際犯罪 玉川しんめい 二十一世紀書院 1989.5
- エコール・ド・パリの日本人野郎 実録読物 玉川しんめい 朝日新聞社 1989.10
- 夢はリバータリアン 処女評論集 社会評論社 1991.3
- ぼくは浅草の不良少年 実録サトウ・ハチロー伝 玉川しんめい 作品社 1991.7
- 開放下中国の暗黒 毎日新聞社 1992.10
- 改革開放中国は崩壊する 社会評論社 1998.9
- 我が青春、苦悩のおらびと歓喜 共産主義と人間実存の狭間での苦闘十年 現代思潮新社 2003.7
- 〈異説〉親鸞・浄土真宗ノート 社会評論社 2004.4
- 放浪のダダイスト辻潤 俺は真性唯一者である 社会評論社 2005.10 (玉川信明セレクション 日本アウトロー列傳)
- エコール・ド・パリの日本人野郎 松尾邦之助交遊録 社会評論社 2005.11 (玉川信明セレクション 日本アウトロー列傳)
- 反魂丹の文化史 越中富山の薬売り 社会評論社 2005.12 (玉川信明セレクション 日本アウトロー列傳)
- 評伝山岸巳代蔵 ニワトリ共同体の実顕者 社会評論社 2006.1 (玉川信明セレクション 日本アウトロー列傳)
- 大正アウトロー奇譚 わが夢はリバータリアン 社会評論社 2006.2 (玉川信明セレクション 日本アウトロー列傳)

## 共編著
- 富山の写真人物志 歴史と風土を彩る九十三人/編著 パンタライ舎 1975
- 住民運動の原像 借家人同盟と逸見直造伝 玉川しんめい,白井新平 JCA出版 1978.10
- 辻潤選集 辻潤(著), 玉川信明 (編集) 五月書房 1981/10/1
- 下町演芸なきわらい 戦後世代の芸能史 加太こうじ、木津川計共著 駸々堂出版 1984
- アンソロジー空襲体験75 論創社 1985.7
- ニッポン商い大宝艦　編著 日本経済新聞社 1987.12
- いま、よみがえる米騒動　共著 新興出版社 1988,8
- 日本番外地の群像―リバータリアンと解放幻想 (思想の海へ「解放と変革」)　編著  社会評論社 1989/11/1
- エロスを介して眺めた天皇は夢まぼろしの華である―御落胤と偽天皇 編著　社会評論社  1990.8
- 辻潤…孤独な旅人 五月書房 1996.11
- 和尚の超宗教的世界 トランスパーソナル心理学との相対関係 Osho 社会評論社 2001.4
- 和尚、禅を語る 社会評論社 2002.2
- 内ゲバにみる警備公安警察の犯罪 ドキュメント資料 上下　あかね図書販売 2002.5
- 和尚、性愛を語る 社会評論社 2003.2
- 和尚、聖典を語る 社会評論社 2003.12
- 異説　親鸞・浄土真宗ノート　社会評論社　2004.4

## 翻訳
- 李鋭「毛沢東 その青年時代」 松井博光共訳 至誠堂 1966
- 李鋭「若き毛沢東 青年時代の思想形成」 松井博光共訳 太平出版社 1976
- 「中国アナキズム運動の回想」嵯峨隆 坂井洋史共編訳 総和社 1992